# Glasschwämme
Die Glasschwämme (Hexactinellida (Gr.: Sechsstrahlige)) sind eine Klasse aus dem Stamm der Schwämme (Porifera). Zu den Glasschwämmen werden  662 Arten (Encyclopedia of Life: Stand 2023) gezählt, die ausschließlich im Meer, vom Litoral bis in die Tiefsee, leben. Glasschwämme stellen rund acht Prozent aller bekannten Schwammarten. Zurzeit sind sie in 19 Familien und 125 Gattungen untergliedert.

## Entwicklungsgeschichte
Glasschwämme gehören zu den ältesten vielzelligen Tieren der Erdgeschichte. Sie traten bereits im Kambrium in Erscheinung, wo man sie in etwa 545 Millionen Jahre alten Gesteinsschichten der Ediacara-Formation nachgewiesen hat. Ihre höchste Verbreitung erreichten sie im Jura und der Kreidezeit, in den flachen Gewässern der Tethys. Zu dieser Zeit erstreckte sich ein 7000 km langer Schwammriff-Gürtel vom heutigen Kaukasus, über Rumänien, Süddeutschland, die Iberische Halbinsel bis an die heutige Küste Neufundlands. Damit waren die Hexactinellida bedeutende Riffbildner, vergleichbar mit den heute lebenden Korallen. Die Kalkfelsen in der Fränkischen Alb sind z. B. fossile Überreste solcher Glasschwammriffe. Das einzig heute bekannte größere Glasschwammriff umfasst ca. 1000 Quadratkilometer vor der Westküste Kanadas.

## Verbreitung und Vielfalt

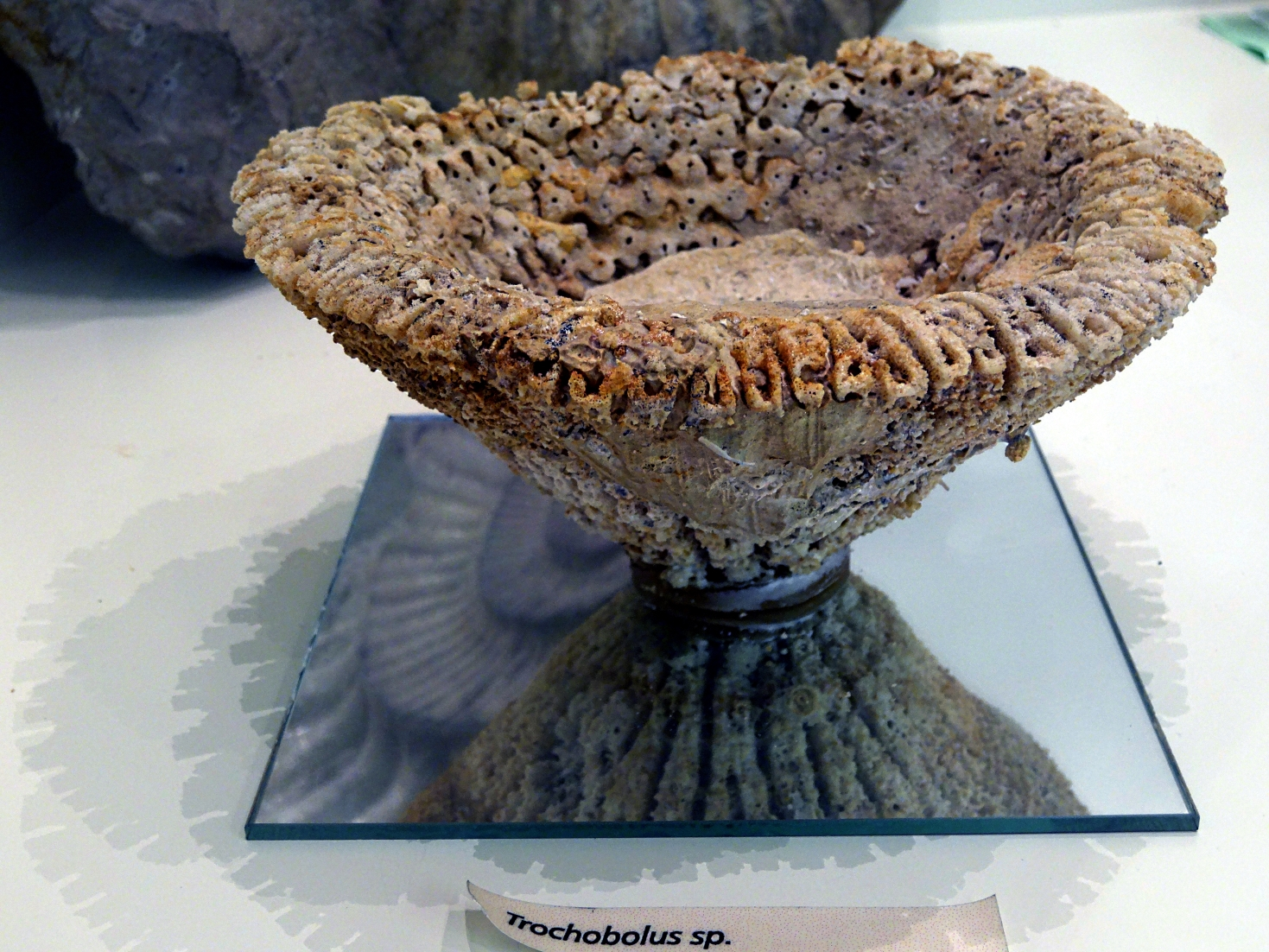
Fossiler Glasschwamm Trochobolus aus dem Weißjura der Fränkischen Alb bei Tüchersfeld

Hexactinellida kommen in allen Weltmeeren vor und besiedeln vor allem die Tiefsee. Eine besonders große Dichte erreichen sie in den Gewässern rund um den antarktischen Kontinent in einer Tiefe von 100 bis 500 m. Obwohl sie dort nur in wenigen Arten vorkommen, können sie bis zu 90 Prozent der am Meeresboden sitzenden Lebewesen (Benthos) ausmachen.
Die höchste Artenzahl in einer begrenzten Region wurde mit etwa 70 verschiedenen Arten an der Ostküste Japans in der vor Tokio gelegenen Sagami-Bucht gezählt. Die Vorkommen von Glasschwämmen aus dieser Region, in Tiefen von 150 bis 1000 m, sind seit den 30er Jahren des 19. Jahrhunderts der Wissenschaft bekannt. Die Art Hyalonema sieboldii, damals noch als „Glaspflanze“ oder „Glaskoralle“ bezeichnet, wurde im alten Japan zu Zimmerschmuck oder Haarnadeln verarbeitet.

## Merkmale und Körperbau
Glasschwämme weisen in ihrem Skelett sechsstrahlige oder davon ableitbare Nadelformen auf, die aus amorphem wasserhaltigem Siliziumdioxid (biogener Opal) aufgebaut sind. Die Bezeichnung der Klasse aufgrund der Morphologie ihrer Skelettelemente geht auf den Zoologen Eduard Oscar Schmidt zurück. In einer Glasschwammart können bis zu 20 verschieden geformte Nadeltypen auftreten.
Viele Glasschwammspezies verfügen über einen basalen Stiel, aus einem großen einstrahligen (monaxonen) Spiculum, oder einem Bündel langer Fäden, mit dem sie Halt im Meeresboden finden. Ein Beispiel für den einstrahligen Aufbau ist die Art Monorhaphis chuni, die sich mit einer einzelne Schwammnadel von bis zu 3 m Länge und 8 mm Dicke im Tiefseeboden des Indischen und Pazifischen Ozeans verankert.
Im Ostchinesischen Meer wurde ein Exemplar von Monoraphis chuni gefunden, das während seiner 11.000-jährigen Lebenszeit Nadeln von 3 Meter Länge und 1 Zentimeter Dicke ausbildete, deren „Jahresringe“ als Klimaarchiv dienen und lokal stark schwankende Wassertemperaturen (zwischen 2 und 10 Grad Celsius) belegen.
Der Mechanismus der Nadelbildung der Hexactinellida ist in seinen Grundzügen aufgeklärt. Die Nadeln bestehen aus konzentrisch abgeschiedenen Lagen um einen zentralen Hohlkanal, den ein organisches Axialfilament ausfüllt. Dieses besteht größtenteils aus dem silikat-abscheidenden Enzym Silicatein, das zur Cathepsin-Unterfamilie gehört. Ein weiteres Enzym, die Silicase, dient dazu, das amorphe Silizium in Lösung zu halten. Silicase ist verwandt zu den Kohlenstoff-Anhydrasen, aktives Zentrum ist ein Metallkomplex mit Beteiligung von Zink. Die fertigen Nadeln bestehen neben der amorphen Silikat-Glasmasse zu größeren Anteilen aus Strukturproteinen, vermutlich zu großen Teilen Kollagen. Der „Verbundwerkstoff“ aus Silikatglas und Protein ist elastischer als reines Glas: So ist es möglich, eine Schwammnadel bis zur Kreisform zu biegen; beim Loslassen kehrt sie unbeschädigt in ihre Ausgangsform zurück.

## Lebensweise

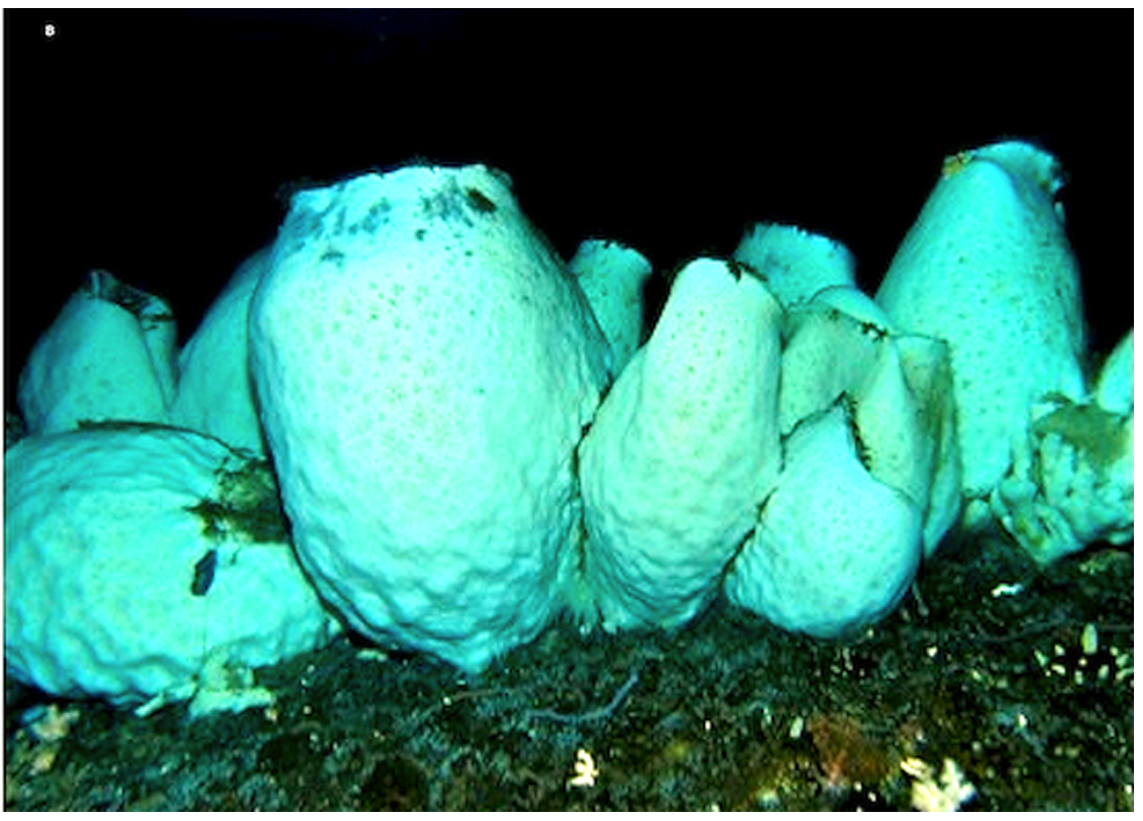
Anoxycalyx joubini

Glasschwämme leben als sessile Tiere standortsfest und ernähren sich als omnivore Filtrierer, indem sie Nahrungspartikel wie Plankton, Einzeller und Bakterien aus dem Wasser filtern. Bei Glasschwämmen konnte sowohl sexuelle als auch asexuelle Fortpflanzung nachgewiesen werden.
Die großen Glasschwämme bieten, mit ihren zahlreichen Hohlräumen, Lebensräume für zahlreiche wirbellose Tierarten, aber auch Jungfische. Ein Beispiel hierfür ist der bis zu 40 Zentimeter große Gießkannenschwamm (Euplectella aspergillum), der einen Kommensalismus mit Garnelen eingeht.
Nach dem Absterben der Schwämme bleiben ihre Skelettnadeln am Boden liegen und bilden mit der Zeit bis zu 2 Meter mächtige glaswollartige Nadelmatten, die den Meeresboden strukturieren und verändern. Glasschwämme sind daher ein bedeutender ökologischer Faktor in der Antarktis.

## Systematik

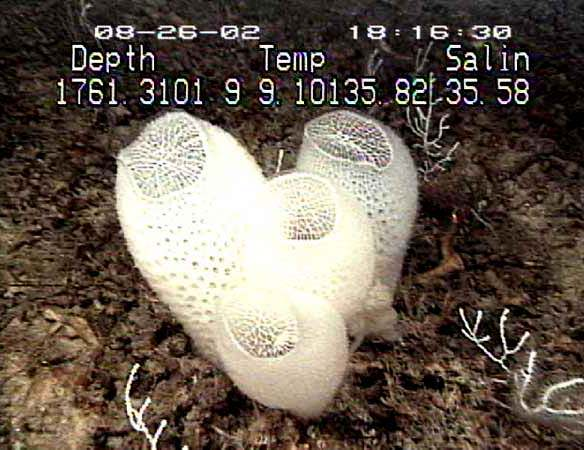
Euplectella aspergillum in einer Tiefe von über 1700 Metern

Die bis 2023 erfassten 662 Spezies von Glasschwämmen werden in die beiden Unterklassen Amphidiscophora und Hexasterophora, die wiederum in 129 Gattungen und 19 Familien unterteilt werden:
- Amphidiscophora, Schulze, 1886[7]
  - Amphidiscosida, Ordnung, Schrammen, 1924, mit den folgenden drei Familien[8]
    - Hyalonematidae,  Gray, 1857
    - Monorhaphididae, Ijima, 1927 (monotypisch)
      - Monorhaphis chuni

    - Pheronematidae, Gray, 1870

- Hexasterophora Schulze, 1886, mit drei Ordnungen[9]

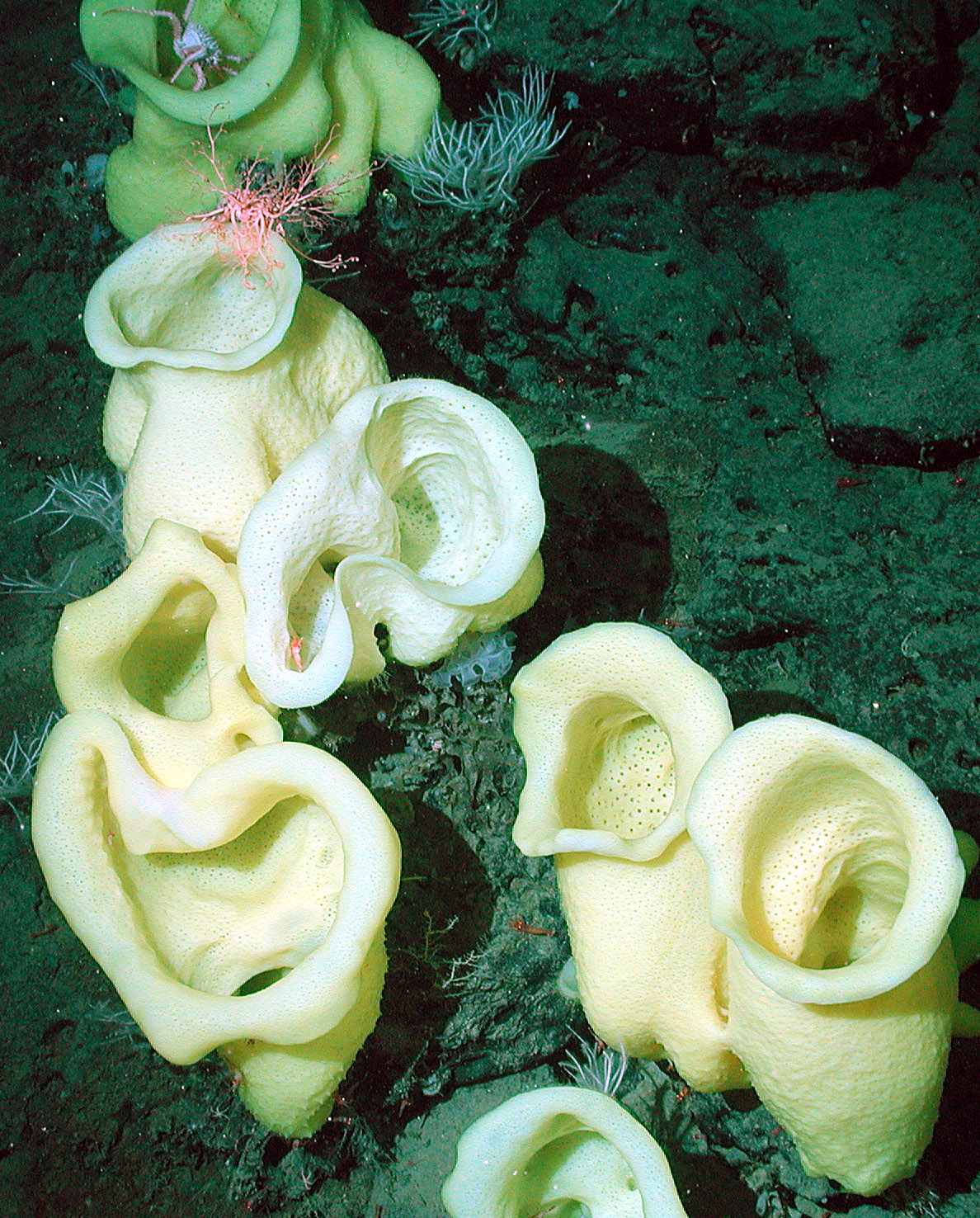
Ein Staurocalyptus aus der Familie der Rossellidae

- - Lychniscosida,Schrammen, 1903, mit den folgenden beiden Familien[10]
    - Aulocystidae, Sollas, 1887
    - Diapleuridae, Ijima, 1927

- - Lyssacinosida,Topsent, 1916 mit den folgenden vier Familien[11]
    - Aulocalycidae, Ijima, 1927
    - Euplectellidae, Gray, 1867
      - Euplectella aspergillum, Gießkannenschwamm, Owen, 1841

    - Leucopsacidae, Ijima, 1903
    - Rossellidae, Schulze, 1885
      - Anoxycalyx joubini, Topsent, 1916

- - Sceptrulophora, Mehl, 1992  mit den folgenden neun Familien[12]
    - Aphrocallistidae, Gray, 1867
    - Auloplacidae, Schrammen, 1912
    - Craticulariidae, Rauff, 1893
    - Cribrospongiidae, Roemer, 1864
    - Euretidae, Zittel, 1877
    - Farreidae, Gray, 1872
    - Fieldingiidae, Tabachnick & Janussen, 2004
    - Tretodictyidae, Schulze, 1886
    - Uncinateridae, Reiswig, 2002

## Galerie

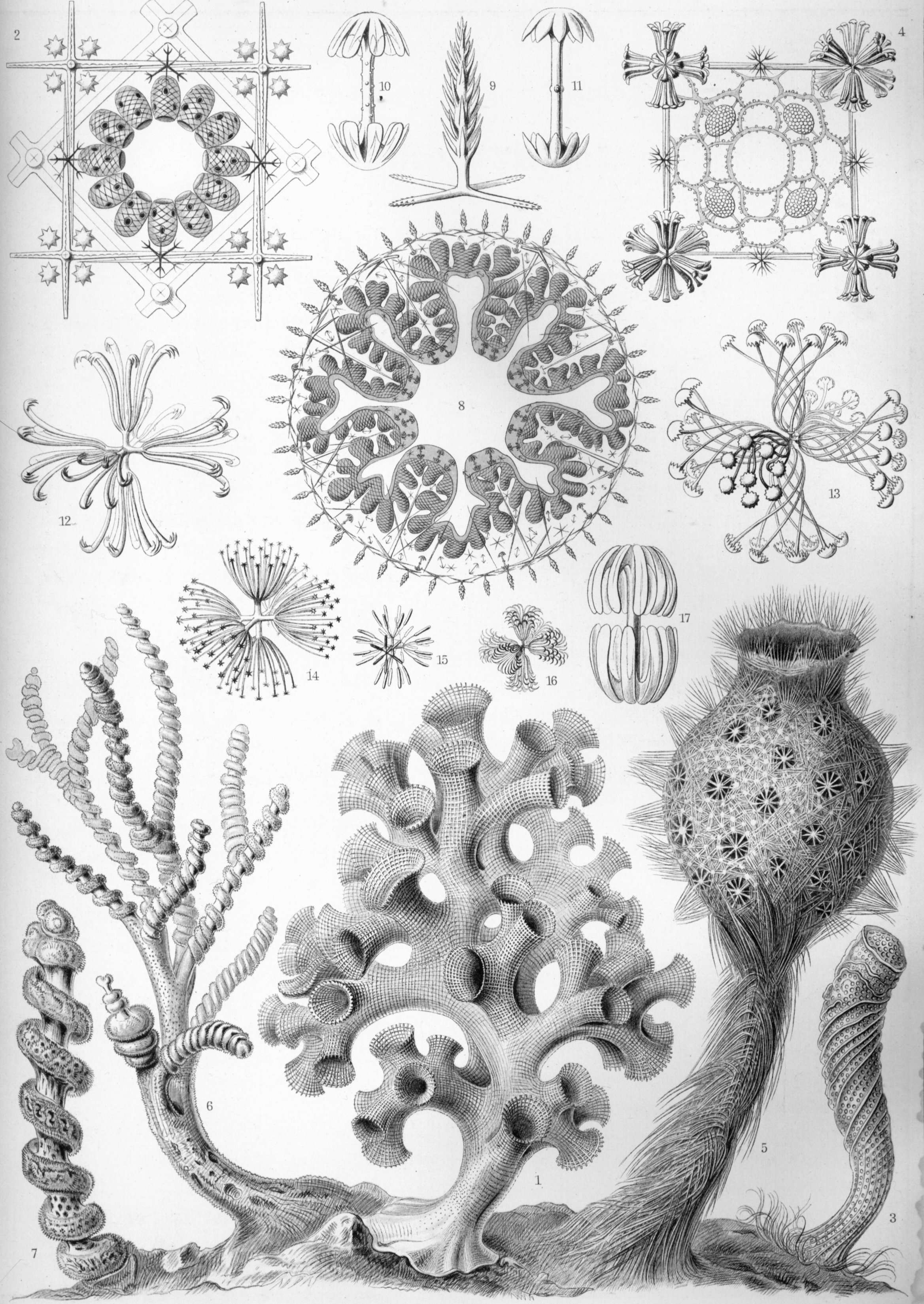
Glasschwämme von Ernst Haeckel in „Kunstformen der Natur“ von 1904
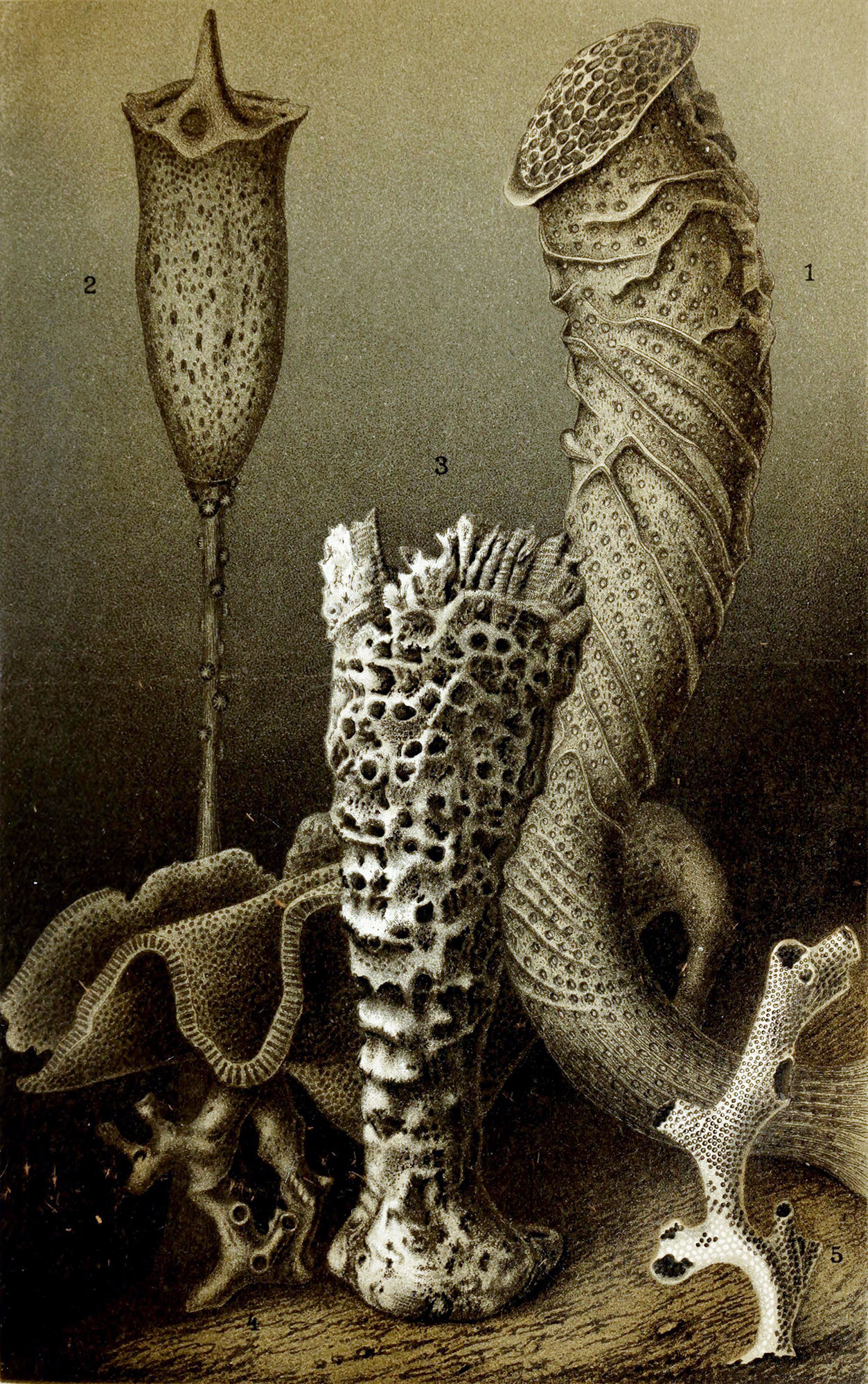
Glasschwämme nach Zeichnungen von Franz Eilhard Schulze (1840–1921)
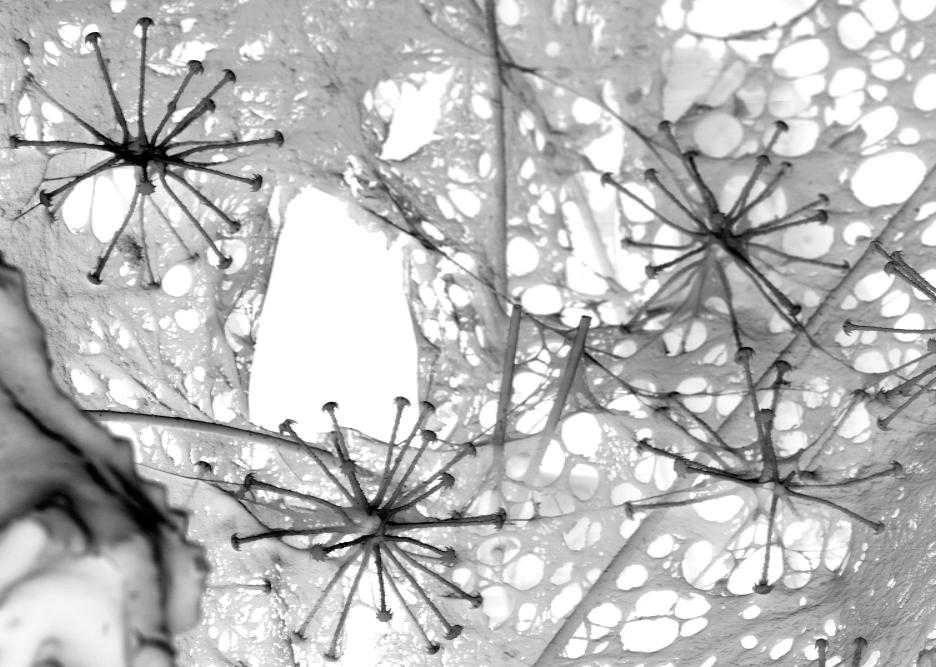
Mikroskleren (sternförmig; dunkel) im Gewebe eines Glasschwammes
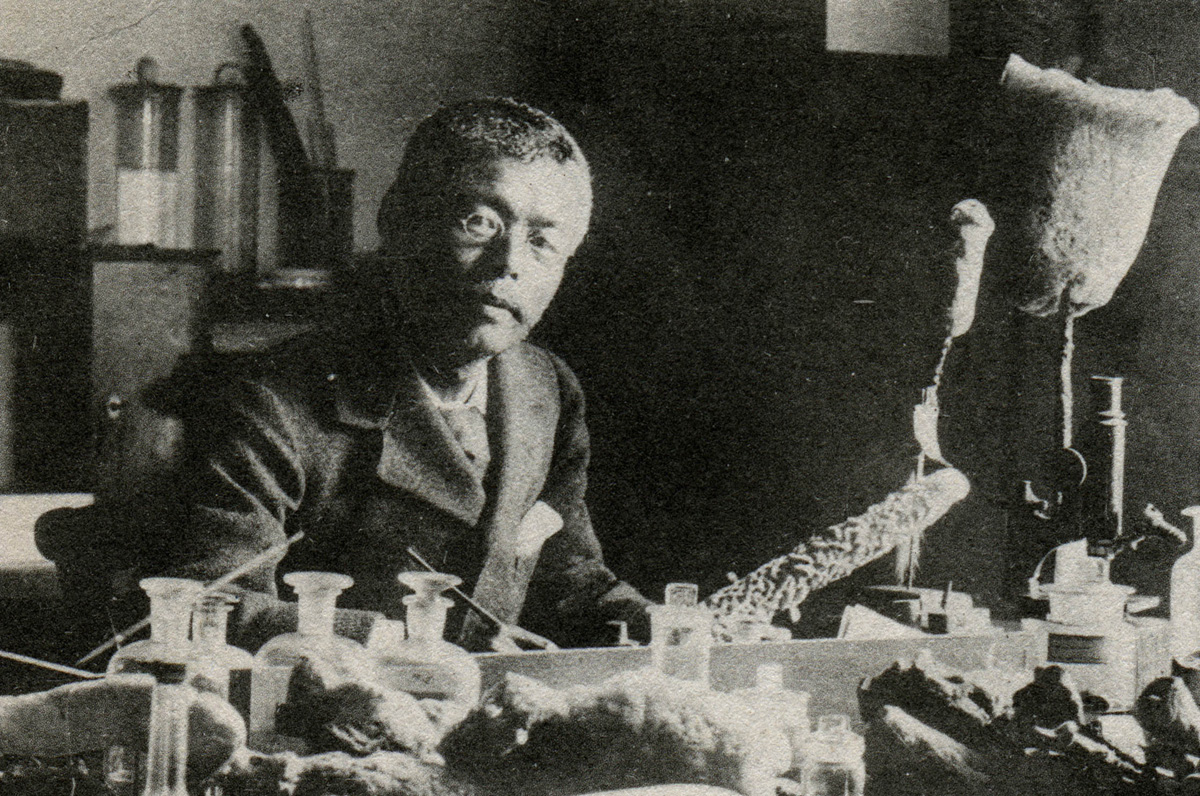
Der japanische Hexactinellida-Forscher Isao Ijima (1861–1921) an seinem Arbeitsplatz umgeben von Trockenpräparaten großer Glasschwämme aus der Sagami-Bucht
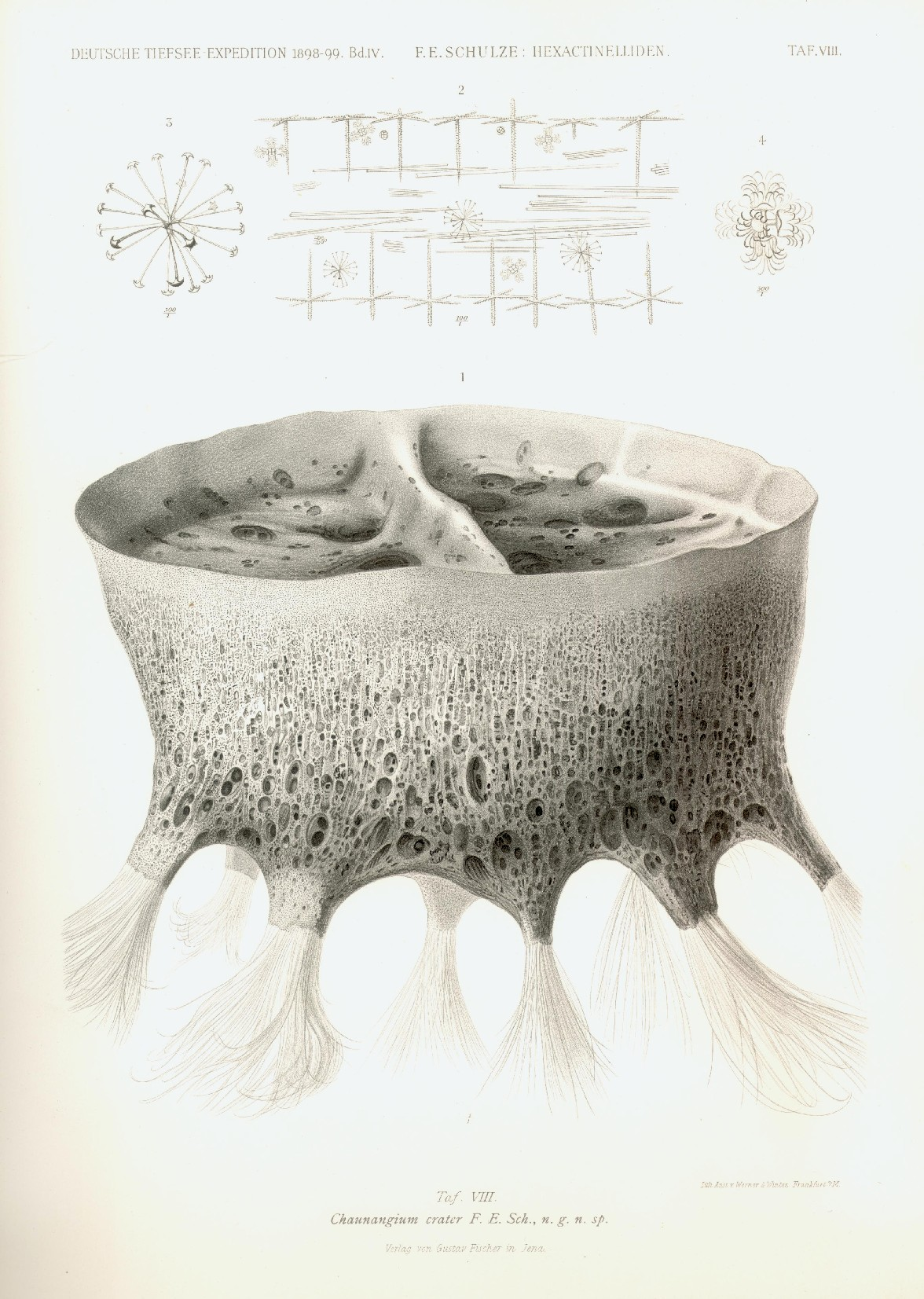
Der Glasschwamm Chaunangium crater, erbeutet auf der Valdivia-Expedition in den Jahren 1898–1899
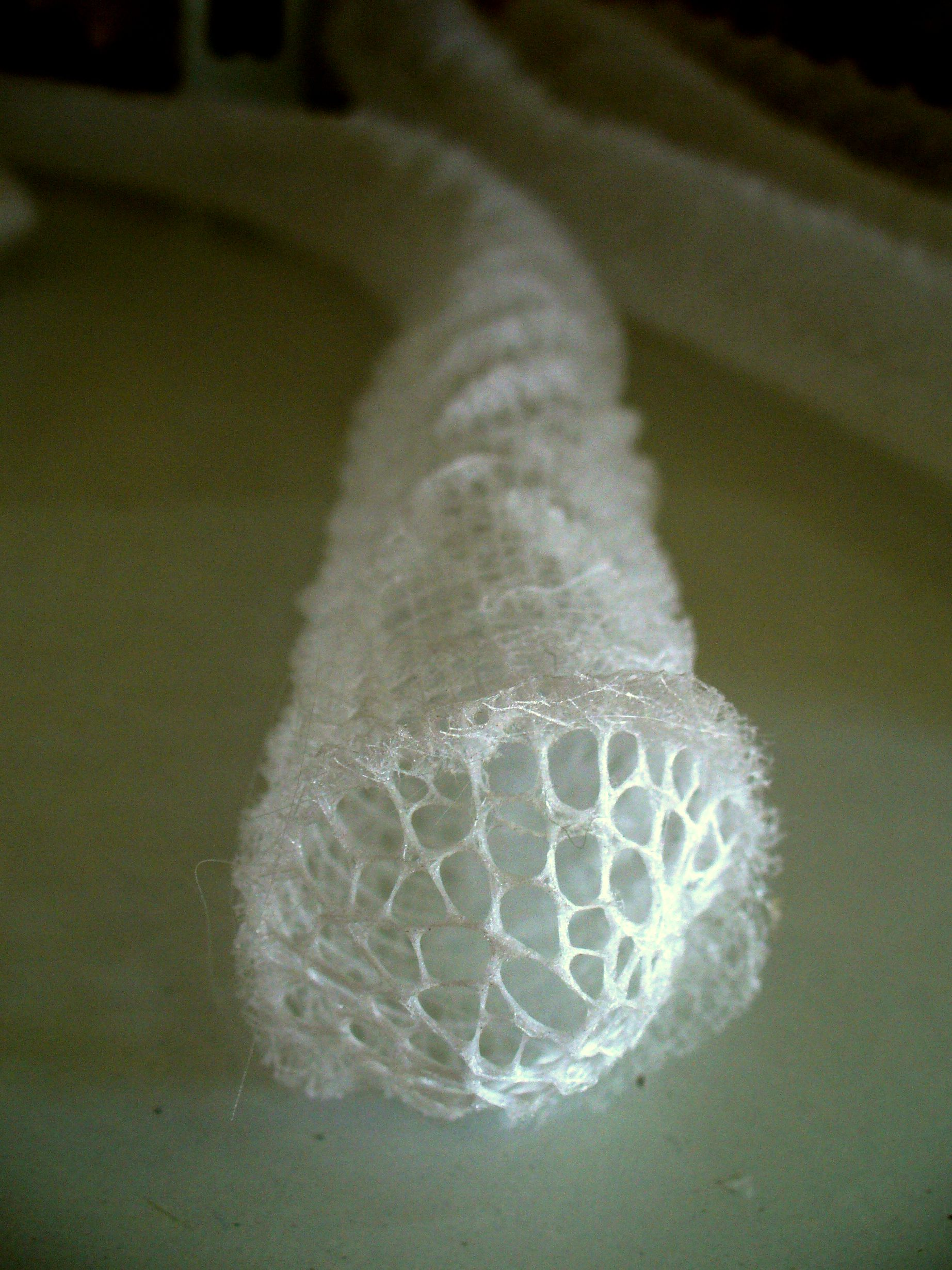
Eine nicht genauer bestimmte Hexactinellida-Art
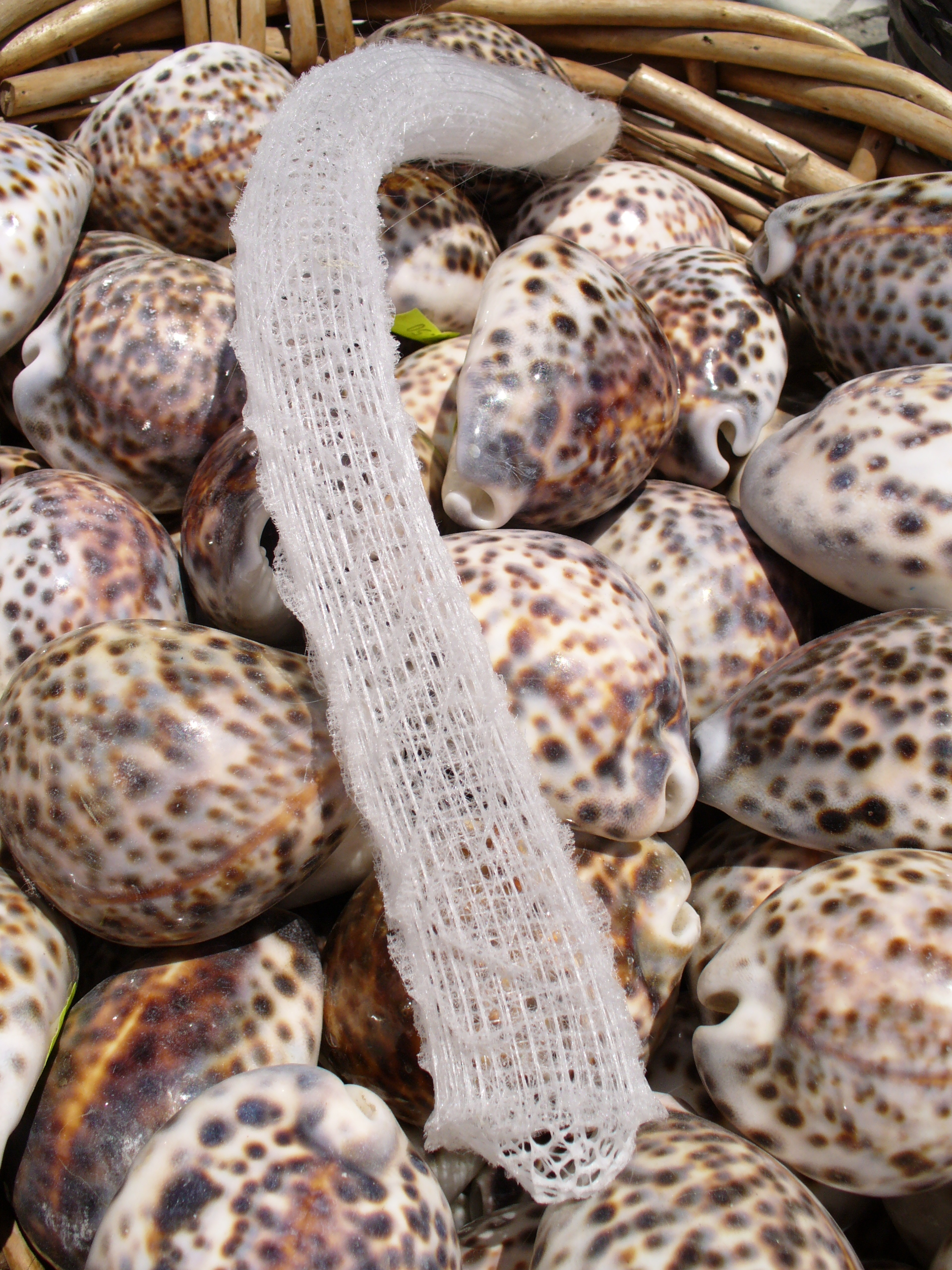
Unbekannte Hexactinellida-Art auf Kaurischnecken
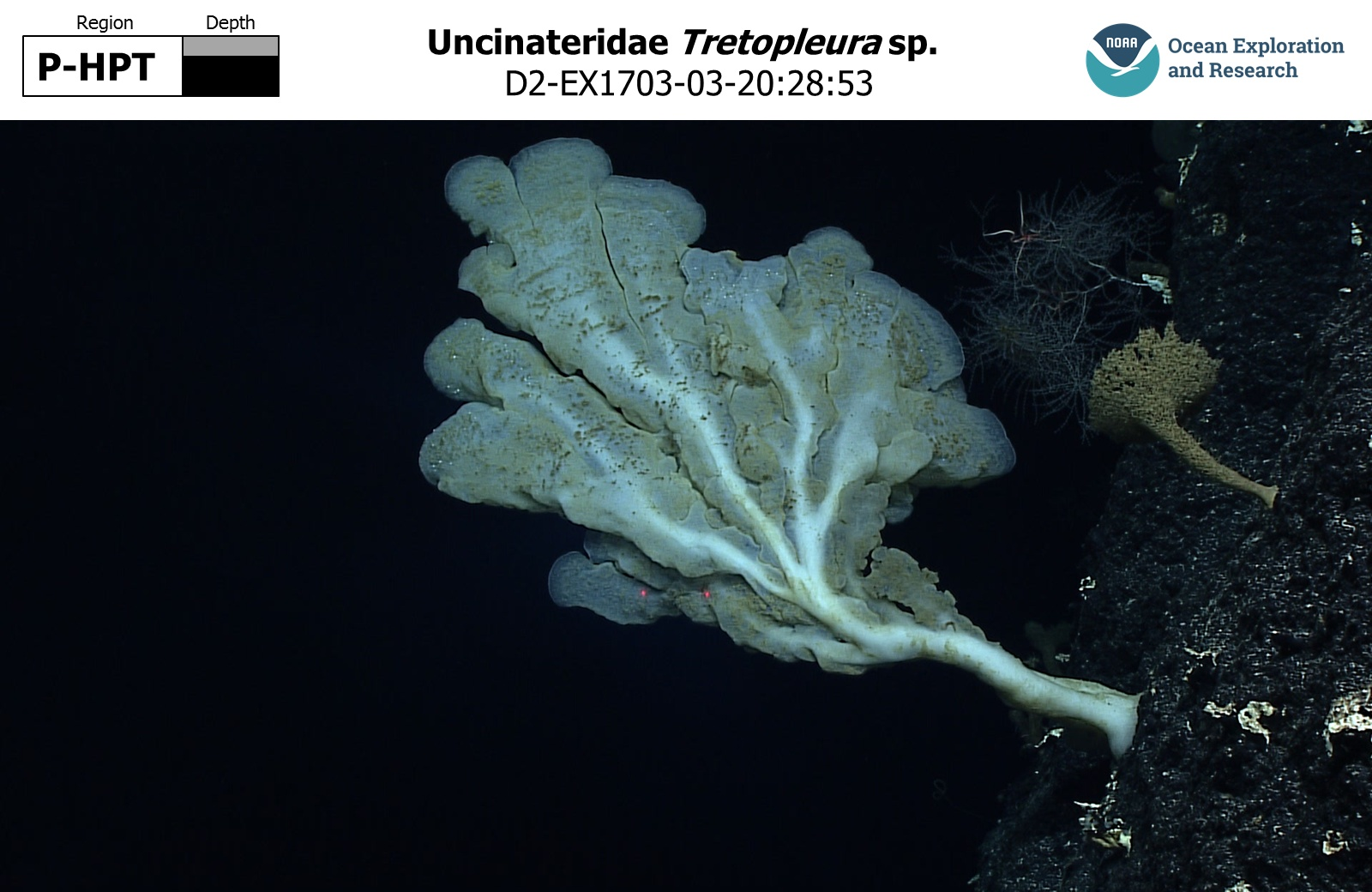
Eine Tretopleura-Art aus der Familie der Uncinateridae